# Habitatverlies
Habitatverlies is de achteruitgang van leefgebieden (habitats) door verdrijving, vernietiging, aantasting en door andere oorzaken waardoor het landschap verandert. 
De snelle achteruitgang in biologische diversiteit wordt vooral door verlies aan leefgebieden veroorzaakt. Habitatverlies heeft een directe werking op populaties van dieren en planten en vindt op grotere schaal plaats dan de veranderingen die het gevolg zijn van klimaatverandering, versnippering van het landschap en de introductie van exotische planten en dieren.

## Voorbeelden

### De toestand wereldwijd
Veel verlies aan habitats wordt veroorzaakt door menselijke activiteiten. De aantasting is een cultureel gevolg van bevolkingsgroei en economische groei. 
Een van de willekeurig gekozen factoren is ontbossing speciaal van regenwouden, milieuvervuiling en verdichting van grote delen van het aardoppervlak met gebouwen en infrastructuur (onder andere asfalt). 
In tegenstelling tot natuurlijke evolutie leidt habitatverlies meestal tot plotselinge afname van soortenaantallen of het uitsterven van soorten. 
Habitatverlies is naast het probleem dat invasieve soorten veroorzaken de belangrijkste oorzaak van de achteruitgang van de diversiteit in soorten.
Hieronder staat een diagram dat een overzicht geeft van het verlies aan natuurlijke leefgebieden in de wereld en het aandeel daarin van de aantallen bedreigde soorten, ontleend aan een artikel in Nature.
|  | Habitatverlies (%) |  | Percentage bedreigde soorten (%) |

|  | 30 |  | 22 |

|  | 48 |  | 15 |

|  | 2 |  | 5 |

|  | 57 |  | 17 |

|  | 21 |  | 12 |

|  | 29 |  | 16 |

|  | 37 |  | 11 |

|  | 20 |  | 27 |

¹inclusief mediterraan habitat

### Voorbeeld van het effect op bepaalde diersoorten
Rivierdolfijnen  Door verlies van de oorspronkelijke structuur van het leefgebied worden soorten bedreigd in hun voortbestaan. Een schrijnend voorbeeld is het lot van de Chinese- en Indische rivierdolfijnen (waaronder de gangesdolfijn) en de La Plata-dolfijn in Zuid-Amerika. De jacht op deze dieren is weliswaar gestopt, maar ze worden nu vooral bedreigd door verstoring van de natuurlijke stroming in de rivier door de aanleg van stuwdammen, door visserij met staande netten en door watervervuiling.

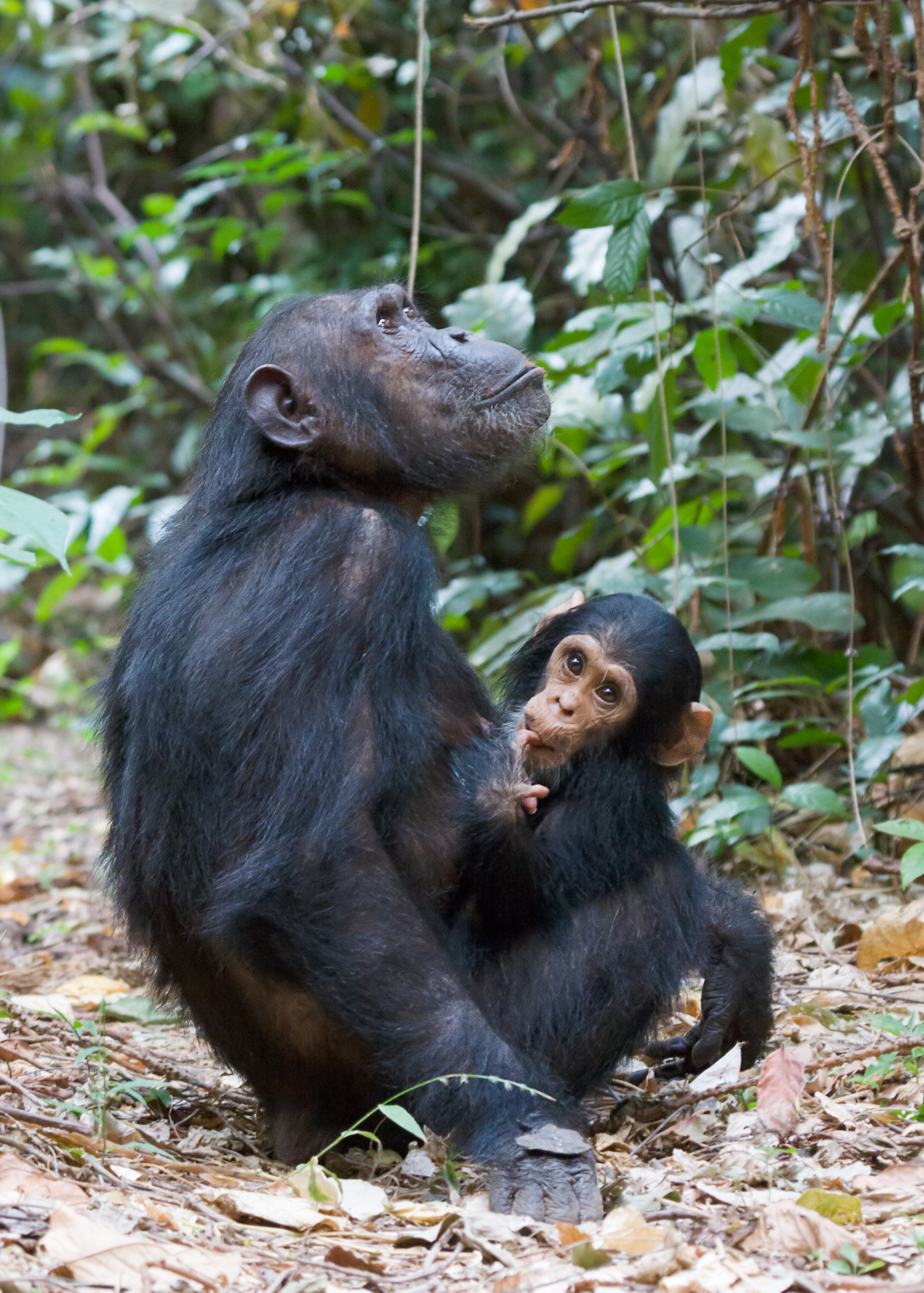
Chimpansee
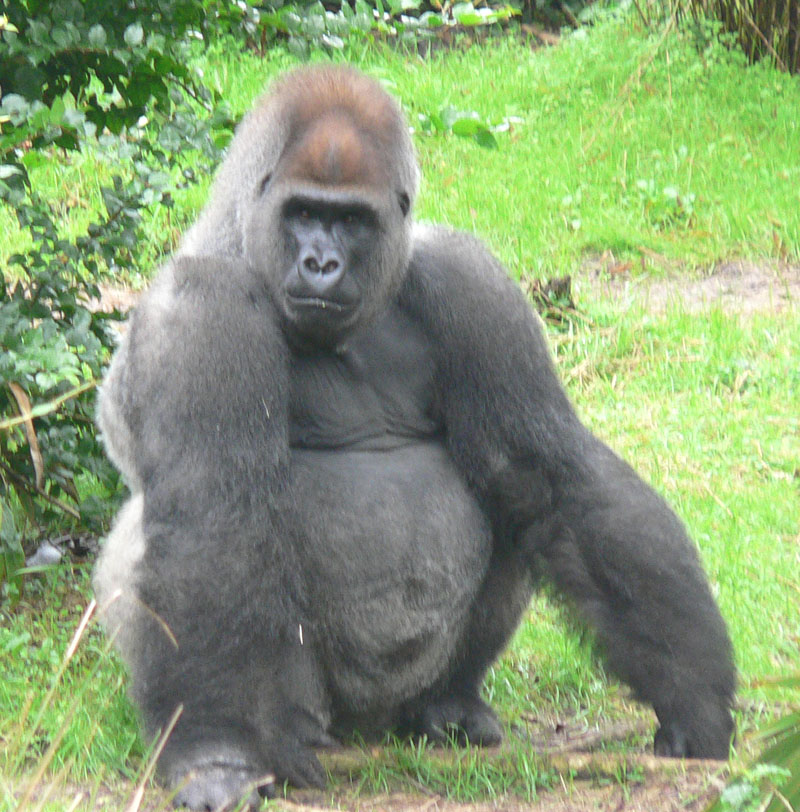
Westelijke gorilla
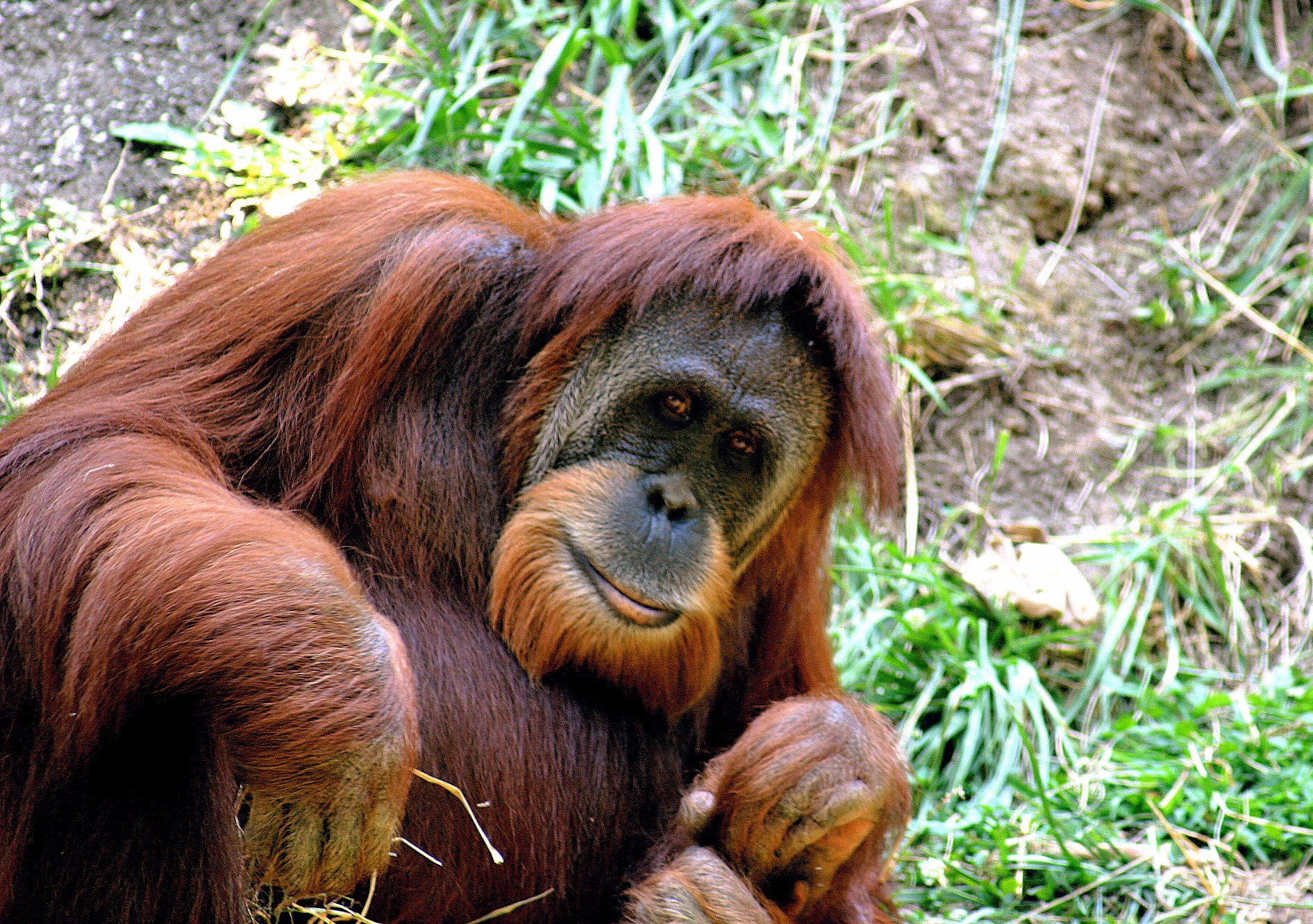
Sumatraanse Oerang oetan
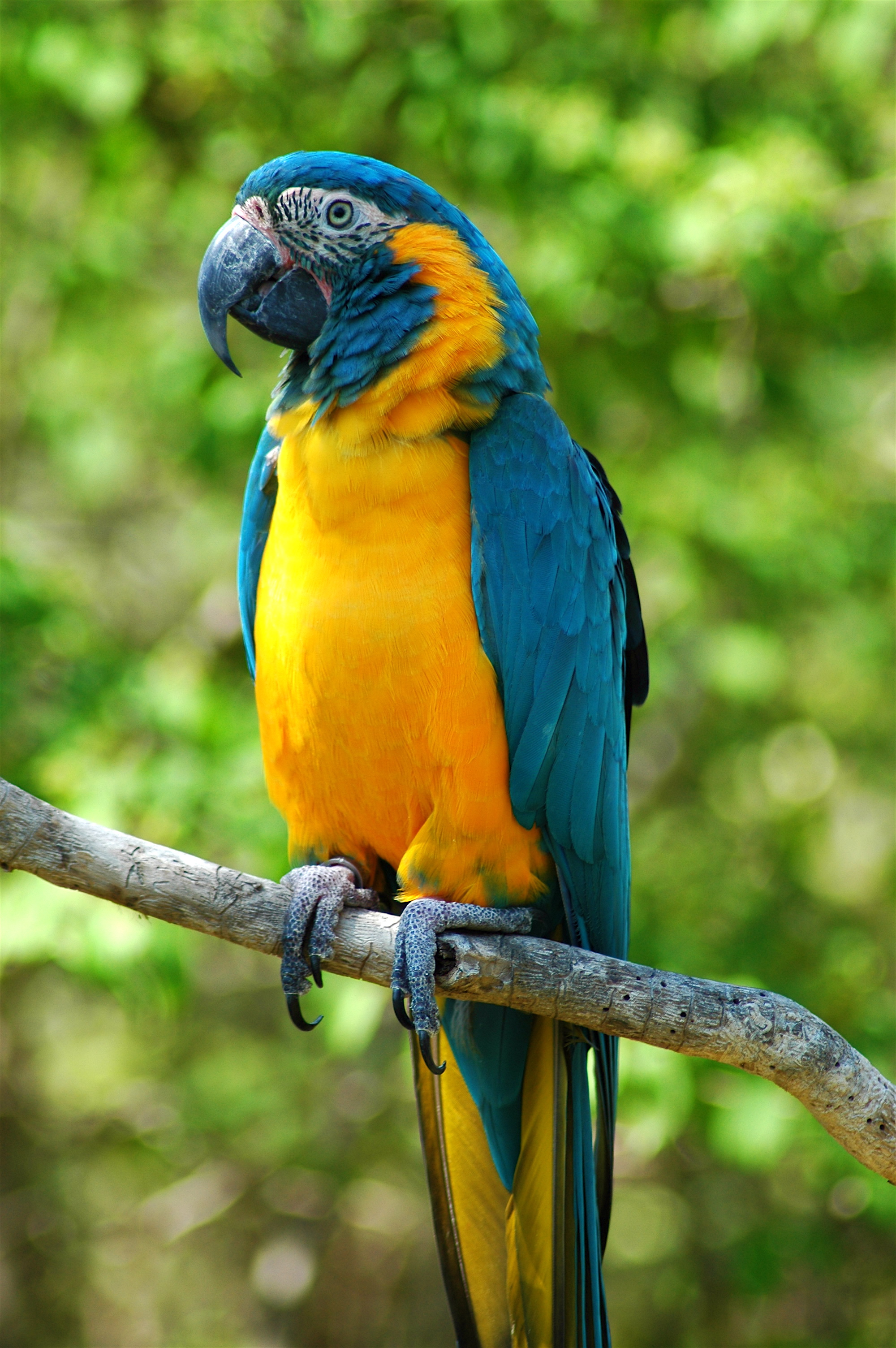
Blauwkeelara
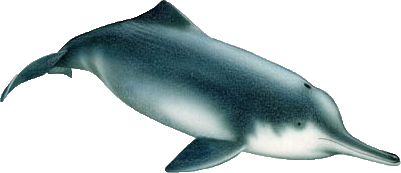
Chinese rivierdolfijn

Ontbossing Tal van dieren dreigen uit te sterven door ontbossingen vooral in tropische gebieden. Bijna alle soorten mensapen (onze naaste verwanten!) staan op de Rode Lijst van de IUCN. De Sumatraanse orang-oetan (Pongo abelii) en de westelijke laaglandgorilla (Gorilla gorilla gorilla) zijn ernstig bedreigd en ook de chimpansee (Pan troglodytes) is een bedreigde soort. Bovendien zijn veel vogels die leven in ongerept regenwoud bedreigde diersoorten geworden zoals de ernstig bedreigde blauwkeelara (Ara glaucogularis).

De factoren die zorgden voor habitatverlies zijn voor een groot aantal wetenschappers onderwerp van studie. De Duitse onderzoekers Helmut Geist en Eric Lambin onderzochten welke factoren het verlies aan regenwouden precies bepaalden. Hun onderzoek was gebaseerd op 152 verschillende deelstudies. De economische waarde van het hout was in 81% van de gevallen de belangrijkste factor, gevolgd door institutional or policy factors (78%), technologische oorzaken (70%), culturele en maatschappelijk/politieke redenen (66%) en om demografische redenen (61%). Vooral de groeiende vraag naar hout voor de houtverwerkende industrie was van groot belang.

## Wereldbevolking
Expansion of human populations has been responsible for the most obvious transformation of the biosphere, the large-scale conversion of natural ecosystems to fields, pastures, settlements, and more recently also to a great variety of industrial and transportation uses. In the overwhelming majority of cases, these conversions are accompanied by soil loss or degradation of soil quality and by declining biodiversity
— Vaslav Smil, 2003

De mens legt een groot beslag op de aarde. Alle wilde gewervelde dieren op het land vormen slechts 2,8 tot 3,2% van de totale biomassa aan (gewervelde) dieren. Het grootste deel bestaat uit vee dat de mens van vlees, leer, wol en melk voorziet en vervolgens de biomassa van de mensen zelf.
| Organisme               | Biomassa (in megaton koolstof) |
| ----------------------- | ------------------------------ |
| wilde gewervelde dieren | < 5                            |
| olifanten               | 0,1                            |
| (landbouw)huisdieren    | 100–120                        |
| mensen                  | 40                             |

Ontleend aan V. Smil (2003), Appendix F, pg. 284.
Overbevolking van de aarde legt dus een reusachtig groot beslag op de planeet. Vooral de moderne landbouw heeft een enorm effect waardoor oude cultuurlandschappen en hun bijbehorende fauna zoals weidevogels verdwijnen. In minder ontwikkelde landen leidt exploitatie vaak tot overexploitatie waarbij natuurlijke ecosystemen vernietigd worden, maar daarna ook voor de mens onbruikbaar worden, doordat verwoestijning optreedt. Hierdoor verdwijnen bovendien tal van planten- en diersoorten. Er zijn tal van initiatieven om deze ontwikkelingen tegen te gaan. Een goed voorbeeld is het Biodiversiteitsverdrag dat in 1992 tot stand kwam in Rio de Janeiro waarbij 186 verschillende landen overeenkwamen de biodiversiteit in hun land te behouden en onderling kennis over natuurbescherming en instandhouding van ecosystemen uit te wisselen.

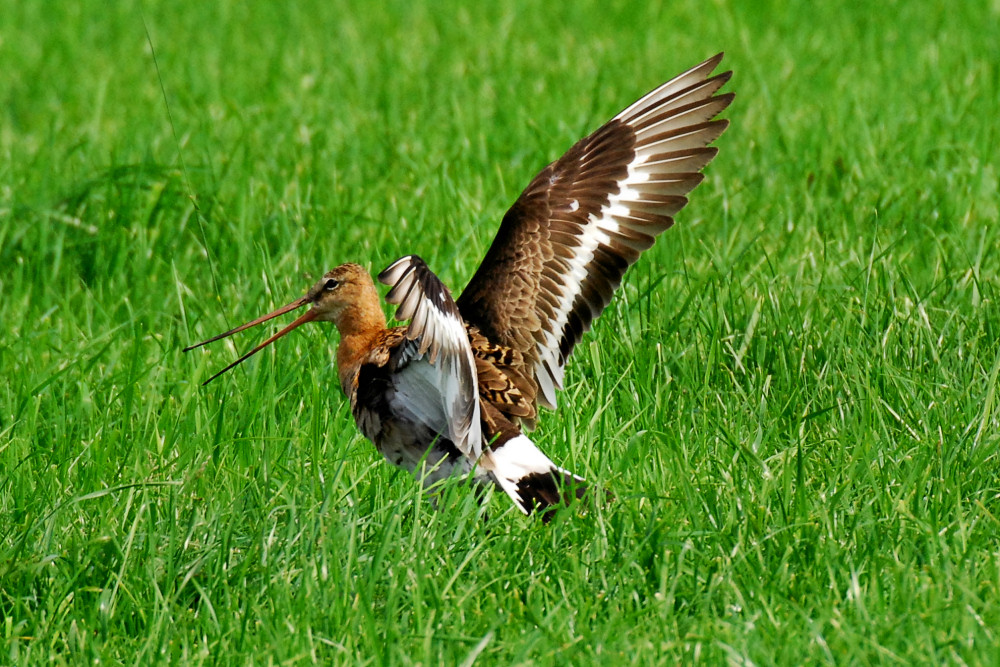
Grutto (Limosa limosa). Nationale vogel van Nederland en icoon van het cultuurlandschap de bloemrijke weide.